# 댈키스

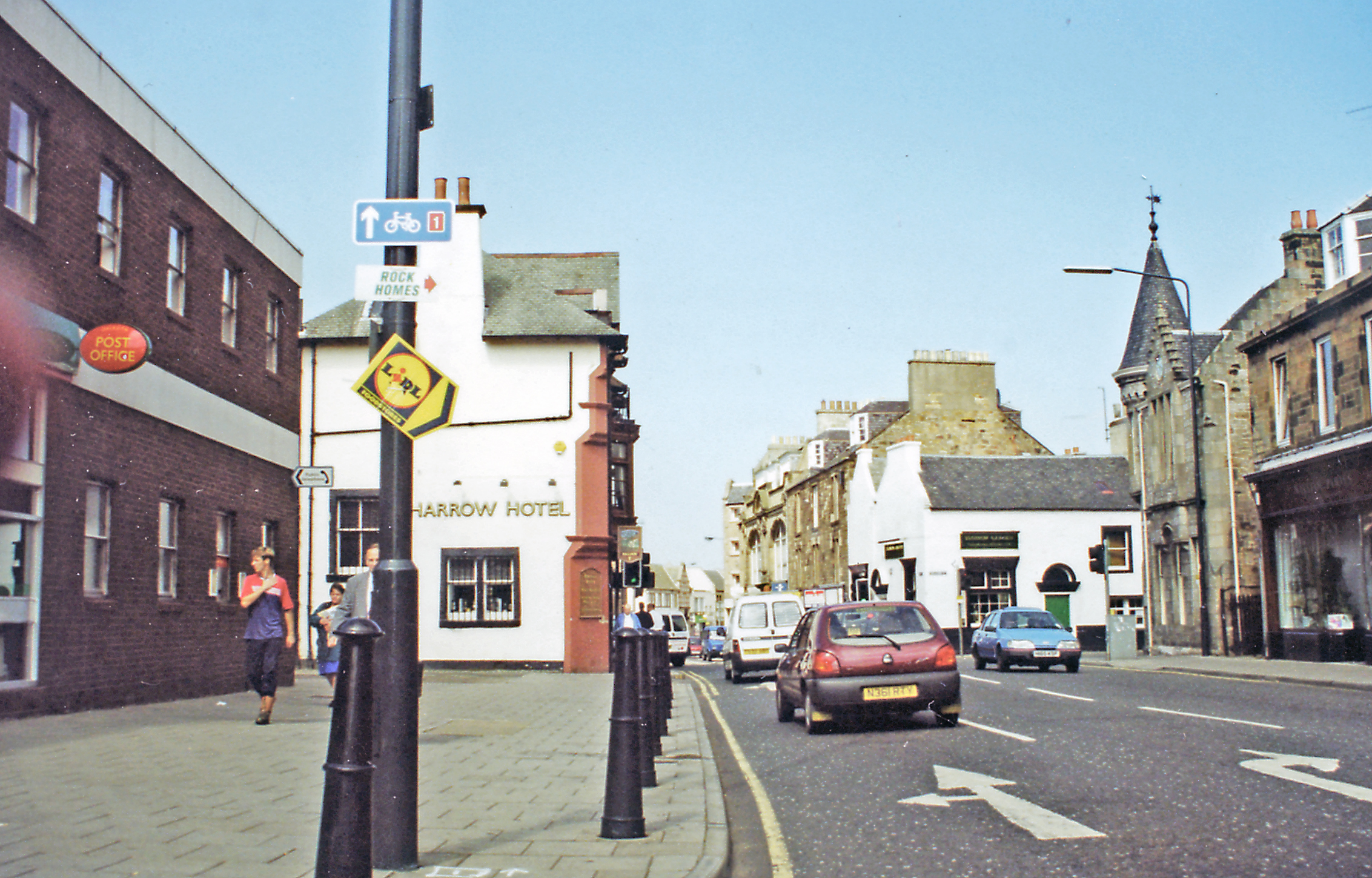
댈키스

댈키스(영어: Dalkeith, 스코틀랜드 게일어: Dail Cheith)는 스코틀랜드 미들로디언의 도시로 인구는 12,342명(2011년 기준)이다.